# Alberto Motta Cardoze
Alberto Cecilio Motta Cardoze (Ciudad de Panamá, 15 de septiembre de 1916 - 25 de septiembre de 2006) fue un empresario panameño. Fue el propulsor de la primera tienda libre de impuestos (duty-free shop) en el continente americano en 1949.

## Biografía

### Primeros años
Su padre fue Ernest Ferdinand Motta Brandon, un ingeniero eléctrico oriundo de Jamaica y de origen sefardí que migró a Panamá en 1906 para trabajar en la primera compañía eléctrica de la joven nación independiente, siendo el coordinador de la puesta de los primeros tendidos eléctricos en la ciudad capital y otras localidades. No obstante, una enfermedad súbita acabó con la vida de Ernest el 19 de mayo de 1918, a la edad de 36 años, cuando apenas Alberto era un bebé.
Su madre, Emily Cardoze, asumió la carga familiar y junto con sus otros hermanos Arturo Daniel (1907-1965), Felipe Edgardo (1909-1997), Roberto (1913-2003) y George Vivian, comenzaron a realizar labores para obtener sustento. A la edad de 8 años, comenzó a vender chocolates y pastillas como una forma de emprendimiento, luego pasó a vender periódicos en el barrio de Bella Vista, y a vender mantequilla a pequeños negocios y casas de la zona a la edad de 15 años. Realizó estudios primarios en el Instituto Nacional de Panamá y luego realizó estudios secundarios en el Balboa High School, en la Zona del Canal de Panamá.

### Como empresario
En 1933 se unió con su hermano mayor Arturo para trabajar en Casa Motta, ubicado en la Avenida Central. En septiembre de 1936 se mudó brevemente a Estados Unidos, pero debido a que Arturo inauguró una sucursal de Casa Motta en la ciudad caribeña de Colón, le pidió a Alberto que regresara a Panamá y se mudó a dicha localidad residiendo hasta 1988.
En 1940 fundó una nueva tienda donde implementó una novedad que sería copiada años después en sus principales proyectos: dispuso que la venta de licores y perfumes serían libres de impuestos a los turistas que pasaban en barco por el canal de Panamá. Posteriormente, en 1945 fundó la compañía Terminales Panamá, S.A. y junto con dos socios, se convirtió en la primera compañía de transporte de carga que competía directamente con el ferrocarril transístmico que estaba bajo control estadounidense y fue presidente de la compañía hasta 1972.
En 1947, viendo el declive de la presencia militar estadounidense tras la Segunda Guerra Mundial, fue uno de los propulsores de la creación de la Zona Libre de Colón, tomando en cuenta el concepto de venta de productos libres de impuestos. También en 1947 fundó la Compañía Panameña de Aviación, limitado solo a vuelos nacionales hasta la década de 1960, en el que incursiona en los vuelos internacionales. En 1949 realizó la transformación a Motta Internacional, con la instalación de la primera tienda libre de impuestos del continente, en el Aeropuerto Internacional de Tocumen. Posteriormente, en 1952 se firmó el primer contrato de arrendamiento de la Zona Libre de Colón bajo su nombre, siendo la primera compañía establecida físicamente en los terrenos y con apenas tres empleados.
En 1967 fue nombrado uno de los directores de la Compañía Panameña de Seguros y fue propulsor de la reorganización y fusión con la Compañía General de Seguros y la Interamericana de Seguros, dando origen a ASSA Compañía de Seguros.
Fue presidente de las siguientes compañías: Motta Internacional, S.A.; Compañía Panameña de Aviación S.A. (hoy Copa Airlines), ASSA Compañía de Seguros S.A., Banco Continental (hoy Banco General), Desarrollo Costa del Este, Televisora Nacional (hoy TVN Media) y Telecarrier. Adicionalmente, fue director de Hermanos Motta S.A., miembro consejero en The Conference Board y en The Stanford Research Institute.
También desde 1946 fue uno de los dueños de la hacienda de Remedios, distrito de la provincia de Chiriquí, renombrado como Hacienda Hermanos Motta, y centrado principalmente en la cría de caballos, que han sido exportados a diferentes partes del continente.
Ejerció como presidente de la Cámara de Comercio, Industrias y Agricultura de Colón en cuatro ocasiones y de la Zona Libre de Colón; además fue miembro del Club Rotario de Colón por más de 30 años. Formó parte de la Comisión Arancelaria por 20 años, presidió la Comisión Nacional de Turismo y la Feria Internacional de Colón. Durante 20 años consecutivos formó parte de la Comisión Arancelaria y presidió la Comisión Nacional de Turismo y la Feria Internacional en Colón. Adicionalmente, fue cónsul honorario de Suecia en Colón por 24 años.

### Otros
También fue un filántropo, desarrollando obras sociales diversas, en específico con la Cruz Roja de Colón, por más de 30 años, en la Fundación Emily Motta (renombrado póstumamente a Fundación Alberto Motta) creada en 1997, y en la Fundación Ciudad del Saber.
Fue partícipe en la fundación del Instituto Centroamericano de Administración de Empresas (INCAE).

### Vida personal
Se casó con Pauline Cunningham en 1938 (la conoció inicialmente en la tienda de la capital, pero ella también se trasladó a Colón) y tuvieron tres hijos: Sandra, Stanley (1945) y Alberto "Pancho" Jr. (1946-2016). En el caso de Stanley Motta, ha heredado el conglomerado empresarial y filantrópico de su padre, convirtiéndose en uno de los hombres más ricos de Panamá y América Central.

## Distinciones
- Orden Vasco Núñez de Balboa
- Orden Manuel Amador Guerrero
- Orden del Imperio Británico
- Oficial de la Orden del Mérito Comercial e Industrial (Francia)
- Panamansk Medborajaren Order (Suecia)
- Orden Signum Fidei (Alemania)
- Orden de Río Branco (Brasil)
- Condecoración “Al Merito Cívico” (Ecuador)
- Doctor honoris causa (Universidad Tecnológica de Panamá)
- Doctor honoris causa (Instituto Centroamericano de Administración de Empresas)
- Ejecutivo del año (Asociación Panameña de Ejecutivos de Empresa)
- Hombre solidario (Fundamujer)
- Reconocimiento al Mérito Ciudadano (Consejo Interamericano de Comercio y Producción)
- Estrella de Oro (Caribbean Latin America)
- Pergamino de honor (Cámara de Comercio, Industrias y Agricultura de Colón)
- Miembro honorario (Junior Achievement)
- Autopista Don Alberto Motta, entre Panamá y Colón (inaugurado en 2012)[8]